# ワイツー
株式会社ワイツー (Y2) は日本の映像制作会社。1987年（昭和62年）山田百合子・山田真理・梅川留美が設立。
九州に同名のポストプロダクションがあるが、関連性はない。

## 会社所在地
- 本社 - 東京都港区南青山6丁目4番14号 イノックス青山7-8F

## 役員
- 代表取締役 : 山田百合子
- 役員 : 山田眞理
- 役員 : 梅川留美

## 所属スタッフ
ディレクター
- 山田真理（役員）

プロデューサー
- 飯島裕喜
- 小山幸子